# Герб Володимирецького району
Герб Володимире́цького райо́ну — офіційний символ Володимирецького району Рівненської області, затверджений рішенням сесії районної ради від 25.11.2008 № 333 «Про затвердження символіки Володимирецького району».

## Опис
Гербовий щит має форму прямокутника з півколом в основі. У центрі композиції герба, на зеленому фоні, сині стрічки символізують річки Стир та Горинь, які протікають територією району та утворюють латинську букву V (Володимирець). Сонце, яке сходить, (золотого, жовтого кольору) символізує життєву енергію, красу, гармонію, багатство району на поклади бурштину — «сонячного каменю». Лелека, розміщений зверху над сонцем (напрям руху ліва сторона), означає злагоду, доброту та продовження роду.
Сині квіти, що розміщені зверху у срібній главі щита символізують льонарство, яким у свій час був відомим район, три найбільші озера району (Біле озеро, Воронківське озеро, озеро в с. Біле), та водночас географічну, історичну, культурну та духовну єдність трьох територіальних складових району — Володимиреччини, Рафалівщини та Застир'я.
Герб обрамлює картуш срібного кольору, який увічнює територіальна корона, яка вказує на приналежність герба саме району (корона — символ княжої влади, за однією з легенд засновником Володимирця є князь Володимирко) із зубцями з листків дерев, як основного виду рослинності краю — ці елементи єдині до геральдичної системи України.